# Literatura de China

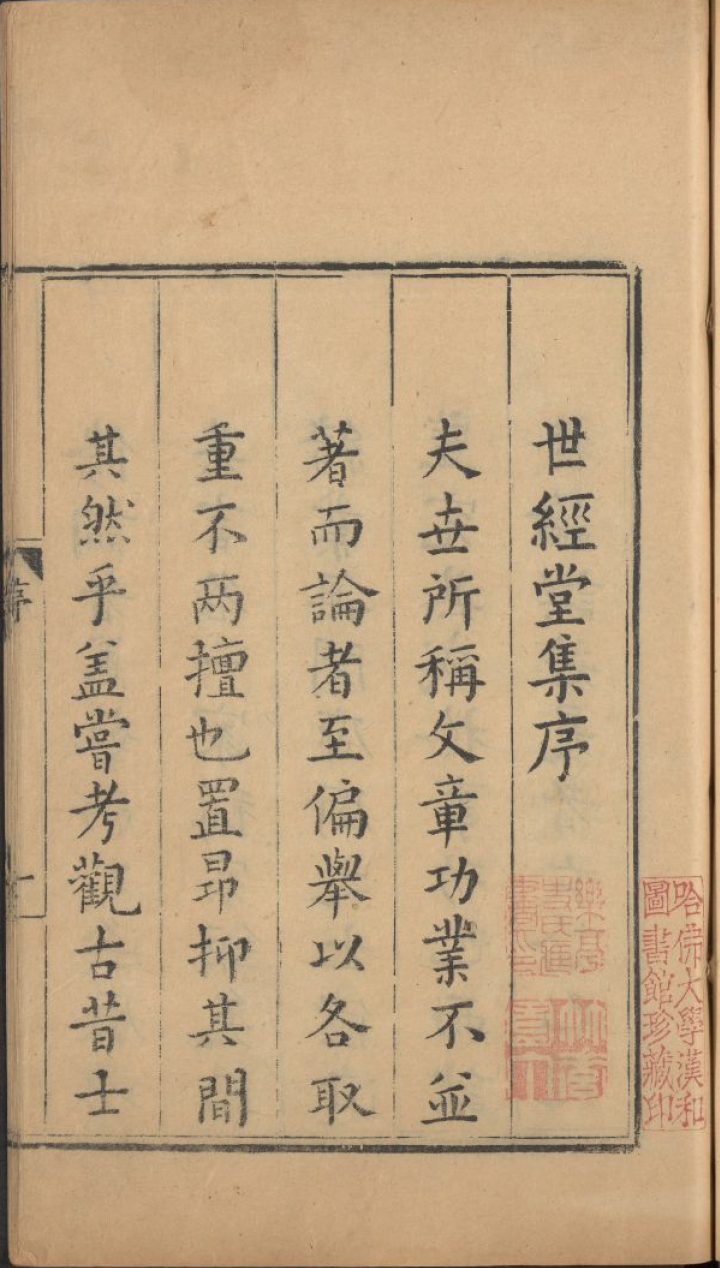
Literatura china

La literatura china tiene una historia que se remonta desde los más antiguos archivos oficiales dinásticos conservados hasta las obras de ficción surgidas durante la dinastía Ming para el entretenimiento de las masas letradas de China. Se calcula que hasta el siglo XVII se habían producido en China más textos escritos que en el resto del mundo.
La literatura china ha influido de forma extraordinaria en la literatura de países cercanos, especialmente Japón y Corea. Algunas obras de la literatura china son muy populares y se reeditan constantemente en todo el mundo, como por ejemplo el Dào Dé Jing.
Durante siglos la literatura china ha sido no solo una reflexión sobre la sociedad y la vida, sino que también ha tenido un fuerte contenido político. Muchos literarios eran altos funcionarios o filósofos que estudiaban y proponían nuevas formas de gobierno para China. Es una de las más importantes en todo el mundo.

## Los comienzos de la literatura china
Los primeros documentos provienen de la dinastía Zhou. De muchos períodos de la historia de China se conservan obras de todo tipo (tratados filosóficos, libros de historia o recopilaciones de poemas), que nos permiten conocer el pensamiento y la vida de épocas muy antiguas. La tradición literaria de China es de las más antiguas del mundo, aunque es superada en antigüedad por las tradiciones literarias del Cercano Oriente y Egipto. Asimismo se puede afirmar que es la tradición de mayor continuidad a lo largo de la historia.
Los primeros testimonios literarios, o al menos considerados literarios en China, son las inscripciones encontradas en los caparazones de tortuga utilizados para adivinar durante la dinastía Shang (XVI a siglo XI a. C.) y las oraciones grabadas en los bronces sacrificiales de esa misma dinastía. En estas inscripciones ya aparecen los primitivos caracteres chinos, que con sus variedades y evoluciones se seguirán utilizando hasta hoy en día.
La literatura china abarca una asombrosa variedad de géneros, muchos de los cuales habitualmente no son considerados obras literarias en Occidente. Una buena muestra de los mismos, y la forma en que deben utilizarse se puede tener con la lectura del libro "El Corazón de la Literatura y el Cincelado de Dragones", una ambiciosa obra de crítica literaria escrita por Liu Xie que en el siglo V de nuestra era que nos permite asomarnos al complejo mundo literario de la China antigua.
Entre los filósofos cuyos textos tienen un gran valor literario, a la vez que político y moral, se cuentan personajes de la fama y la reputación de Confucio (孔子 Kǒngzi), Laozi (老子) supuesto autor del Dào Dé Jing, Zhuangzi (莊子), Mencio (孟子 Mèngzi) y Mozi (墨子). También la obra de Sunzi (孫子), El arte de la guerra (孫子兵法 Sunzi bingfa) no es sólo, como su nombre indica, un manual militar, sino también una obra de gran valor literario.
De los filósofos citados anteriormente seguramente el más influyente ha sido Confucio y su escuela, puesto que el confucianismo fue elevado a la categoría de religión de estado durante la dinastía Han. Se trata de un éxito impensable para un filósofo, que, como otros muchos de su época, vagaba de reino en reino ofreciendo sus servicios a los mandatarios para aconsejarles en las tareas de gobierno, sin conseguir que le hicieran demasiado caso o le nombraran para un cargo importante.

### Textos clásicos chinos
- Los cinco clásicos (五经, Wǔ jīng) son:
  - El clásico de la poesía (诗经, Shī Jīng) también conocido por el nombre de Libro de las odas. Está formado por 305 poemas divididos en 160 canciones populares, 74 canciones para festividades cortesanas, 31 canciones para ceremonias cortesanas más solemnes y 40 himnos y eulogías, cantadas en las ceremonias de sacrificios a los dioses y espíritus ancestrales de la casa real. Esta obra se considera tradicionalmente una recopilación realizada por el propio Confucio.
  - El clásico de la historia (书经, Shū Jīng). Es una recopilación de documentos y discursos supuestamente escritos por mandatarios y funcionarios de las dinastías Xia, Shang y Zhou Occidental. Contiene ejemplos de prosa china temprana.
  - El clásico de los cambios (易经, Yì Jīng), también llamado Libro de los cambios o Libro de las mutaciones. Es un manual de adivinación basado en el significado de ocho trigramas, atribuido al emperador mítico Fu Xi. Estos trigramas están compuestos de tres líneas paralelas rectas. Cada una de ellas puede ser continua o discontinua. En la época de Confucio también se usaban combinaciones de dos trigramas, dando lugar a los conocidos 64 hexagramas.
  - El clásico de los ritos (礼记, Lǐ Jì) describe ritos antiguos.
  - Anales de primavera y otoño (春秋, Chūn Qiū). Es un registro histórico del estado de Lu, donde nació Confucio, al que se le atribuye la obra. El título da nombre a una etapa de la historia de China, Primaveras y Otoños, anterior a la unificación bajo la dinastía Qin.
  - El clásico de la música (乐经) se denomina a veces el sexto clásico, pero está perdido desde los tiempos de la dinastía Han.

- Los cuatro libros confucianos (四书, Sì shū) son:
  - Gran Saber, (大学, Dà Xué). Forma parte de El clásico de los ritos.
  - Doctrina de la medianía (中庸, Zhōng Yóng). Forma parte de El clásico de los ritos.
  - Las analectas (论语, Lùn Yǔ), libro de dichos de Confucio recopilado por sus discípulos.
  - Mencio (孟子, Mèng Zǐ). Obra homónima a su autor, Mencio, romanización del filósofo confucianista considerado más importante después de Confucio.

Obsérvese que en varias obras anteriores aparece el sinograma 经 (Jīng) que significa libro canónico o clásico. El sinograma 书 (Shū) significa o designa libro a secas. Tanto los cuatro libros confucianos como los cinco clásicos eran objeto de estudio obligado para los eruditos confucianos.
El taoísmo es una corriente filosófica casi contemporánea del confucianismo. A menudo los eruditos taoístas y confucianos competían para obtener el favor de los mandatarios y gobernar siguiendo las enseñanzas de sus respectivas escuelas filosóficas.
- Clásicos taoístas:
  - El clásico de la vía y la virtud (道德经, Dao De Jing). Resulta muy difícil traducir los términos chinos 道 (Dao) y 德 (De), por este motivo la obra es más conocida en occidente por el nombre de Daodejing o, incluso, por el de una romanización más antigua Tao Te Ching. Es atribuido a Lao Zi. Se duda de la existencia de Lao Zi.
  - El clásico de la perfecta vacuidad, atribuido a Lie Zi.
  - Zhuang Zi. Atribuido al filósofo del mismo nombre.

Hay otras muchas obras antiguas consideradas clásicas. En el título de algunas incluso aparece el sinograma 经 (Jīng), pero no se pueden adscribir a las categorías anteriores.
Existen obras cortas pensadas para facilitar el aprendizaje de los niños.
- El clásico de los tres caracteres (三字經 San Zi Jing). Es un manual confuciano, para niños, escrito en versos de tres sinogramas. Servía para familiarizar a los niños con la doctrina confuciana y enseñarles algunos sinogramas importantes.
- El clásico de los mil caracteres (千字文). En este texto aparecen mil caracteres sin que se repita ninguno. Servía para aprender los sinogramas más usuales.
- Los cien apellidos. Consta de 100 sinogramas correspondientes a los apellidos chinos más comunes.

Uno de los libros chinos más traducidos y comentados en occidente es:
- El arte de la guerra (孙子兵法 Sunzi bingfa) de Sun Tzu.

Merece ser destacado también el poeta Qu Yuan (屈原) y su obra Chuci (楚辭, Las elegías de Chu).

## Dinastía Han
La obra más destacable del periodo de la dinastía Han es seguramente Las memorias históricas (史记, Shĭ Jì) de Sima Qian (司馬遷). Su interés radica en la gran influencia que ha tenido en la historiografía china posterior puesto que fue tomado como modelo para elaborar textos históricos y en su gran valor literario. La mayoría de los textos en prosa son dedicados a temas políticos o daban consejos a los gobernantes, y en esta dinastía floreció el género del fu o poema en prosa de tema descriptivo en cuyo estilo domina el paralelismo sintáctico.

## Dinastía Tang
La época de la dinastía Tang es considerado como la más brillante, culturalmente, de la historia de China, tanto es así que muchos chinos afirman socarronamente que China está en decadencia desde el final de la dinastía Tang (año 907 d. C.). Las buenas condiciones socioeconómicas de la época permitieron un desarrollo literario sin precedentes. La literatura de esta época, especialmente la poesía, ejerció una gran influencia y gozó de gran prestigio en el vecino Japón de la era Heian.

### Poesía
Se cultivaron especialmente los versos pentasílabos y heptasílabos, que en el caso de la lengua china corresponden a versos de cinco y siete sinogramas respectivamente, puesto que cada sinograma representa una sílaba. Las formas poéticas más cultivadas fueron especialmente los Lüshi (律詩, poemas de ocho versos) y los Jueju (絕句, poemas de cuatro versos). Se hizo una recopilación de poemas titulada Todos los poemas Tang (全唐詩) con más de 48.900 poemas de más de 2200 autores. Entre los poetas más destacados se encuentran Li Bai (李白), Du Fu (杜甫) y Bai Juyi (白居易).
Li Bai fue considerado un genio, ya en vida, y frecuentaba los ambientes más distinguidos de la época, incluido el palacio imperial. Su forma de vivir, poco acorde con las normas de la época, le impidió seguir la carrera funcionarial típica de los eruditos chinos. Recorrió el país inspirándose en las gentes y las tierras que iba conociendo. Aún hoy disfruta en China de una gran reputación.
(*)

### Prosa
Una importantísima corriente literaria de la época Tang es el Movimiento por la lengua antigua (古文運動). Los partidarios de dicho movimiento propugnaban un retorno al estilo literario de la época Han y anterior, que era más claro y preciso, menos artificioso que el que imperaba en aquel momento. Muchos literatos adeptos fueron destacados ensayistas. Entre ellos destacan
Han Yu y Liu Zongyuan. Han Yu era considerado el mejor escritor chino de todos los tiempos por el renombrado orientalista Arthur Waley.
Junto con Ouyang Xiu 欧阳修 Su Xun 苏洵 Su Shi 苏轼 Su Zhe 苏辙 Wang Anshi 王安石 Zeng Gong 曾鞏 son conocidos como los ocho maestros de la prosa china.

## Novelas clásicas
Las cuatro novelas clásicas de la literatura china son:
- Romance de los Tres Reinos (1330) de Luo Guanzhong.
- A la orilla del agua (1573) de Shi Nai'an y Luo Guanzhong
- Viaje al Oeste (1590) atribuido a Wu Cheng'en.
- Sueño de las mansiones rojas también llamado Sueño en el pabellón rojo (1792) de Cao Xueqin y Gao E

## Literatura moderna y contemporánea
De acuerdo con Cao Wenxuan, la literatura china moderna tuvo su origen en 1917 con el inicio de la "Revolución literaria" y vio su fin en 1949 con la proclamación de la Nueva China.
En cuanto a la literatura contemporánea un referente interesante es Lisa See, quien no nació en China pero es de origen chino, pertenece a una primera generación nacida en occidente por lo que conserva viva la cultura china. Ella misma enfatiza que pese a sus raíces occidentales, es china en su corazón, toda vez que su familia se aferró a los usos y costumbres tradicionales.
Esta escritora nacida en París, Francia, creció en el barrio de Chinatown en Los Ángeles, California. El contacto con su abuela y las historias de esta, la llevaron a profundizar en algunos aspectos muy concretos de la cultura china previa al Kuomintang.
Snow Flower and the Secret Fan es su obra más conocida. El eje central de la novela es un aspecto de la China feudal, la utilización del Nu Shu, un lenguaje caligráfico encriptado, utilizado por las mujeres como medio de expresión entre ellas para crearse una libertad relativa respecto a la sociedad masculina, pero también como una vía de escape para canalizar sus emociones. La tradición oral china registra que el Nu Shu se mantuvo en secreto por alrededor de un siglo. Actualmente el gobierno chino mantiene abierta una escuela de Nu Shu en Puwei.
La trama de la novela de Lisa See se lleva a cabo principalmente en la localidad de Tongkou, durante la China del siglo XIX. Las protagonistas son dos niñas, Snow Flower y LiLy, a quienes sus familias unen como laotong, una forma de amistad femenina muy íntima, o "hermandad de mujeres" según cita Zhao en un ensayo citado por Flora Bottom. La relación de laotong es perenne, para encontrar al par ideal había que encontrar una serie de coincidencias entre ambas candidatas, desde el empate en sus fechas de nacimiento, a ocupar el mismo lugar en orden de nacimiento de la familia o tener el mismo tamaño de pies. Se denomina a esta unión como "matrimonio emocional".

### Qing tardío (1895-1911)
En la actualidad, los estudiosos tienden a estar de acuerdo en que la literatura china moderna no surgió repentinamente en el Movimiento de la Nueva Cultura (1917-23). Por el contrario, remontan sus orígenes al menos al periodo Qing tardío (1895-1911). Los últimos años de la dinastía Qing fueron un periodo de efervescencia intelectual provocada por un sentimiento de crisis nacional. Los intelectuales comenzaron a buscar soluciones a los problemas de China fuera de su propia tradición. Tradujeron obras de la literatura y la literatura expositivas occidentales, que cautivaron a los lectores con nuevas ideas y abrieron ventanas a nuevas culturas exóticas. Destacan las traducciones de Yan Fu (嚴復) (1864-1921) y Lin Shu (林紓) (1852-1924). En este clima, se produjo un auge en la escritura de ficción, especialmente después de la abolición del examen de servicio civil en 1905, cuando los literatos lucharon por ocupar nuevos roles sociales y culturales para sí mismos. Estilísticamente, esta ficción muestra signos tanto de la tradición novelística china como de los modos narrativos occidentales. En cuanto a la temática, se centra en lo contemporáneo: problemas sociales, agitación histórica, cambio de valores éticos, etc. En este sentido, la ficción de finales de Qing es moderna. Entre los novelistas más importantes de este periodo se encuentran Wu Woyao (吳沃堯) (1866-1910), Li Boyuan (李伯元) (1867-1906), Liu E (劉鶚) (1857-1909) y Zeng Pu (曾樸) (1872-1935).
A finales de los Qing también se produjo una "revolución en la poesía" (詩界革命), que promovió la experimentación con nuevas formas y la incorporación de nuevos registros del lenguaje. Sin embargo, el panorama poético seguía dominado por los adeptos a la Escuela Tongguang (llamada así por los reinados del Tongzhi y del Guangxu de los Qing), cuyos líderes -Chen Yan (陳衍), Chen Sanli (陳三立), Zheng Xiaoxu (鄭孝胥), y Shen Zengzhi (沈曾植)- promovieron un estilo Song a la manera de Huang Tingjian. Estos poetas se convertirían en objeto de desprecio por parte de los neoculturistas como Hu Shih, que veían su obra como excesivamente alusiva, artificial y divorciada de la realidad contemporánea.
En el ámbito teatral, a finales de la dinastía Qing surgió el nuevo "drama civilizado" (文明戲), un híbrido del drama operístico chino con el drama hablado de estilo occidental. La ópera de Pekín y la "ópera de Pekín reformada" también eran populares en aquella época.

### Era republicana (1912-49)
El panorama literario de los primeros años antes del colapso del Qing en 1911 estuvo dominado por las historias de amor populares, algunas escritas en la lengua clásica y otras en la lengua vernácula. Esta ficción de entretenimiento sería etiquetada posteriormente como ficción de "patos y mariposas mandarines" por los neoculturales, que despreciaban su falta de compromiso social. A lo largo de gran parte de la era republicana, la ficción de mariposas llegaría a muchos más lectores que su contraparte "progresista".
En el transcurso del Movimiento de la Nueva Cultura (1917-23), la lengua vernácula desplazó en gran medida a la clásica en todos los ámbitos de la literatura y la escritura. Los reformistas literarios Hu Shih (1891-1962) y Chen Duxiu (1880-1942) declararon "muerta" la lengua clásica y promovieron la vibrante lengua vernácula en su lugar. Hu Shih dijo una vez: "Una lengua muerta nunca puede producir una literatura viva". En cuanto a la práctica literaria, suele decirse que Lu Xun (1881-1936) es la primera estilista importante de la nueva prosa vernácula que promovían Hu Shih y Chen Duxiu. Otra escritora que, en palabras de la académica Nicole Huang, "experimentó persistentemente con el nuevo lenguaje literario" es Eileen Chang.
Aunque a menudo se dice que tuvieron menos éxito que sus homólogos en la escritura de ficción, los poetas también experimentaron con la lengua vernácula en nuevas formas poéticas, como el verso libre y el soneto. Dado que no existía una tradición de escritura de poesía en lengua vernácula, estos experimentos eran más radicales que los de la escritura de ficción y también menos fácilmente aceptados por el público lector. La poesía moderna floreció especialmente en la década de 1930, en manos de poetas como Zhu Xiang (朱湘), Dai Wangshu, Li Jinfa (李金發), Wen Yiduo y Ge Xiao (葛蕭). Otros poetas, incluso los que formaban parte de los radicales del Cuarto de Mayo (por ejemplo, Yu Dafu), siguieron escribiendo poesía en estilos clásicos.
El radicalismo del Cuarto de Mayo, combinado con los cambios en el sistema educativo, hizo posible la aparición de un amplio grupo de mujeres escritoras. Aunque había habido mujeres escritoras en el periodo imperial tardío y en el Qing tardío, habían sido pocas. Estas escritoras generalmente abordaban temas domésticos, como las relaciones entre los sexos, la familia, la amistad y la guerra, la escritura de Eileen Chang utiliza las especificidades espaciales del apartamento moderno como esenciales para la construcción de una visión de la vida en tiempos de guerra. Pero fueron revolucionarias al dar expresión directa a la subjetividad femenina. El relato de Ding Ling El diario de la señorita Sophia expone los pensamientos y sentimientos de su diarista en toda su complejidad.
En los años 20 y 30 surgió el teatro hablado. Entre los dramaturgos de la época destacan Ouyang Yuqian, Hong Shen, Tian Han y Cao Yu. Sin embargo, la ópera de Pekín fue más popular que esta obra de estilo occidental, elevada a nuevas cotas artísticas por personajes como Mei Lanfang.
A finales de la década de 1920 y en la de 1930, proliferaron las revistas y sociedades literarias que defendían diversas teorías artísticas. Entre los principales escritores de la época se encuentran Guo Moruo (1892-1978), poeta, historiador, ensayista y crítico; Mao Dun (1896-1981), el primero de los novelistas surgidos de la Liga de Escritores de Izquierda y cuya obra reflejó la lucha revolucionaria y la desilusión de finales de los años veinte; el satírico y novelista Lao She (1899-1966); y Ba Jin (1904-2005), un novelista cuya obra estaba influenciada por Iván Turguénev y otros escritores rusos. En la década de 1930, Ba Jin produjo una trilogía que describía la lucha de la juventud moderna contra el antiguo dominio del sistema familiar confuciano. A menudo se compara Jia, una de las novelas de la trilogía, con Sueño de la cámara roja. Muchos de estos escritores se convirtieron en importantes administradores de la política artística y literaria después de 1949. La mayoría de los autores que seguían vivos durante la Revolución Cultural (1966-76) fueron purgados u obligados a someterse a humillaciones públicas.
La Liga de Escritores de Izquierda fundada en 1930 incluía a Lu Xun entre sus dirigentes. Para 1932 había adoptado la doctrina soviética del realismo socialista; es decir, la insistencia en que el arte debía concentrarse en los acontecimientos contemporáneos de forma realista, exponiendo los males de la sociedad no socialista y promoviendo un futuro glorioso bajo el comunismo.
Otros estilos literarios estaban en desacuerdo con la literatura altamente política promovida por la Liga. Los "Nuevos Sensacionistas" (新感覺派) -un grupo de escritores radicados en Shanghái que estaban influenciados, en mayor o menor medida, por el modernismo occidental y japonés- escribieron obras de ficción más preocupadas por el inconsciente y la estética que por la política o los problemas sociales. Entre estos escritores destacan Mu Shiying, Liu Na'ou (劉吶鷗), y Shi Zhecun. Otros escritores, como Shen Congwen y Fei Ming (廢名), se opusieron al papel utilitario de la literatura escribiendo descripciones líricas, casi nostálgicas, del campo. Lin Yutang, que había estudiado en Harvard y Leipzig, introdujo el concepto de youmo (humor), que utilizó en una crítica mordaz de la situación política y cultural de China antes de marcharse a Estados Unidos.
El Partido Comunista Chino había establecido una base tras la Larga Marcha en Yan'an. Los ideales literarios de la Liga se simplificaban y se imponían a los escritores y a los "trabajadores culturales". En 1942, Mao Zedong pronunció una serie de conferencias llamadas "Conferencias en el Foro de Yan'an sobre Arte y Literatura" que supeditaban claramente la literatura a la política a través del Movimiento de Rectificación de Yan'an. Este documento se convertiría en la directriz nacional de la cultura tras la creación de la República Popular China.